# Airbus Helicopters
Airbus Helicopters (фр.: [ɛʁbys] ( прослухати), укр. Ерб́юс, англ. вимова: [ˈɛərbʌs] — укр. Ейрб́ас, раніше Eurocopter Group) — провідна компанія-виробник вертольотів у світі. Дочірня компанія концерну Airbus Group. Головний офіс компанії розташований на території аеропорту Марсель Прованс в Мариньяні поблизу міста Марсель у Франції. Основні виробничі потужності компанії розташовані в Мариньяні. Філія Eurocopter Deutschland GmbH розташована в Донауверті, Німеччина; Eurocopter España розташована в Альбасете, Іспанія. Компанія також має дочірні компанії-представництва в усьому світі, зокрема, в США, де заводи виготовляють продукцію для американського ринку, в тому числі вертоліт UH-72A Lakota та у Австралії, де вони виготовляють австралійський варіант вертольотів Tiger та NH90.
У 2001 частка Eurocopter становила 40 % на світовому ринку, та 30 % на ринку США. Частка ринку цивільних та відомчих машин становить 52 %, що суттєво віддаляє компанію від головних її конкурентів Bell, Agusta, Boeing, Sikorsky. Оборот компанії становив у 2005 році 3,5 млрд євро, у 2006 році — 3,8 млрд євро, у 2010 році зріс до 4,8 млрд євро.
Група Eurocopter є на 100 % дочірньою компанією концерну EADS. З 31 жовтня 2006 року очолює компанію Лутц Бертлінг (нім. Lutz Bertling), колишній директор державних програм Eurocopter.

## Історія
Історія компанії бере свій початок одразу після Другої світової війни, коли було розгорнуто багато дослідницьких програм в галузі вертольотобудування. Конструкторське бюро SNCASE, займалось розробкою серії SE 3000 і першого Alouette; КБ SNCASO, створило перший успішний проєкт Djinn, який використовував реактивну турбіну виробництва Turbomeca. Однак лише Alouette II, що почав виготовлятися у 1956 році став по суті революційною моделлю, яка заклала основи вертольотобудування у світі. Після цих розробок, SNCASE та SNCASO об'єднались у 1957 році і утворили Sud Aviation.
Sud Aviation надалі прагнула розширити свій асортимент, зосереджуючи додаткову увагу на розробці бойових та важких транспортних гвинтокрилів. Бойові призначались замінити собою американські Vertol H-21 та Sikorsky S-58, що виготовлялись за ліцензією, які використовувались під час війни в Алжирі. Важкі транспортні мали бути призначені для цивільного ринку, який вважався перспективним. Цей період був відмічений рядом технічних невдач при розробці Frelon та комерційного провалу наступника Super Frelon при співпраці із Sikorsky, в подальшому саме Sikorsky перейняв естафету в розробці важкого транспортного гвинтокрила. Sud Aviation же зосередилась на розширенні асортименту гвинтокрилів середньої вантажопідйомності у тому числі Alouette III та Lama.
У 1960—1970 спостерігалися високі темпи зростання на ринку військових гвинтокрилів, особливо попит підсилився під час Війни у В'єтнамі. В цей період Sud Aviation розробляла два проєкти:
- перший спільно із британською Westland Helicopters, який в подальшому переріс в програми Puma та Gazelle в середині Sud Aviation та програму Lynx в Westland Helicopters;
- другий спільно із німецькою Messerschmitt-Bölkow-Blohm, що розробляла інноваційну технологію композитних лопатей.

У 1970 Sud Aviation об'єдналась із Nord Aviation та SEREB і утворили компанію Société nationale industrielle aérospatiale (SNIAS). У 1978 році SNIAS змінила назву на Aérospatiale. Цей період ознаменувався суттєвим входженням компанії на ринок цивільного вертольотобудування, що стрімко розвивався. Компанія представляє одразу три моделі: Écureuil, Dauphin, Super Puma. Проте подальший розвиток компанії був пов'язаний з багатьма труднощами. Спочатку було втрачено частину ринку в США, що завдало серйозної економічної шкоди, а потім, коли наприкінці 1980-х років розпочався спад на світовому ринку цивільної авіації ситуація ще більше погіршилась.
Компанія реагувала на коливання ринку в галузі як цивільних так і військових вертольотів випускаючи військові варіанти Fennec, Panther, Cougar, які розроблялися як цивільні. Також спільно з німцями розробили Tigre. Ще одним проєктом був франко-німецько-італо-голландський проєкт NH90.
У 1992 Aérospatiale злились з німецьким партнером Daimler-Benz Aerospace AG (DASA) і утворили компанію Eurocopter. Місто Мариньян було обрано штаб-квартирою компанії. Тут працює більше шести тисяч працівників і компанія є найбільшим роботодавцем у регіоні Прованс — Альпи — Лазурний Берег, створюючи понад двадцять тисяч пов'язаних із компанією робочих місць.
У 2000 Eurocopter в результаті злиття з іншими компаніями стала дочірньою компанією новоствореного концерну EADS.
Сьогодні Eurocopter має сім основних заводів:
- у Франції в містах Мариньян та Ла-Курнев;
- в Німеччині в містах Донауверт, Оттобрунн та Кассель;
- в Іспанії в містах Альбасете та Мадрид;

а також 24 дочірніх виробництва по усьому світу.
Станом на 2010 понад 10 500 гвинтокрилів Eurocopter експлуатуються більше ніж 2 800 замовниками в 140 країнах світу.
|                      |                      |                                                  |                                                  |                                                  |                                                  |                                                  |                                                  |                              |                              |                              |                              |      |
| 1970                 | 1992                 | 2000                                             | 2000                                             | 2001                                             | 2006                                             | 2009                                             | 2010                                             | 2014                         | 2015                         | 2017                         | 2017                         | 2017 |
|                      |                      | European Aeronautic Defence and Space Company NV | European Aeronautic Defence and Space Company NV | European Aeronautic Defence and Space Company NV | European Aeronautic Defence and Space Company NV | European Aeronautic Defence and Space Company NV | European Aeronautic Defence and Space Company NV | Airbus Group NV              | Airbus Group SE              | Airbus Group SE              | Airbus SE                    |      |
| Airbus Industrie GIE | Airbus Industrie GIE | Airbus Industrie GIE                             | Airbus Industrie GIE                             | Airbus SAS                                       | Airbus SAS                                       | Airbus SAS                                       | Airbus SAS                                       | Airbus SAS                   | Airbus SAS                   |                              | Airbus SE                    |      |
| Airbus Industrie GIE | Airbus Industrie GIE | Airbus Industrie GIE                             | Airbus Industrie GIE                             |                                                  |                                                  | Airbus Military SAS                              | Airbus Military SAS                              | Airbus Defence and Space SAS | Airbus Defence and Space SAS | Airbus Defence and Space SAS | Airbus Defence and Space SAS |      |
|                      |                      | EADS Defence and Security                        | EADS Defence and Security                        | EADS Defence and Security                        | EADS Defence and Security                        | EADS Defence and Security                        | Cassidian SAS                                    | Airbus Defence and Space SAS | Airbus Defence and Space SAS | Airbus Defence and Space SAS | Airbus Defence and Space SAS |      |
|                      |                      | Astrium SAS                                      | Astrium SAS                                      | Astrium SAS                                      | EADS Astrium SAS                                 | EADS Astrium SAS                                 | EADS Astrium SAS                                 | Airbus Defence and Space SAS | Airbus Defence and Space SAS | Airbus Defence and Space SAS | Airbus Defence and Space SAS |      |
|                      | Eurocopter SA        | Eurocopter SA                                    | Eurocopter SAS                                   | Eurocopter SAS                                   | Eurocopter SAS                                   | Eurocopter SAS                                   | Eurocopter SAS                                   | Airbus Helicopters SAS       | Airbus Helicopters SAS       | Airbus Helicopters SAS       | Airbus Helicopters SAS       |      |
|                      |                      |                                                  |                                                  |                                                  |                                                  |                                                  |                                                  |                              |                              |                              |                              |      |
|                      |                      |                                                  |                                                  |                                                  |                                                  |                                                  |                                                  |                              |                              |                              |                              |      |

## Продукція
Eurocopter виробляв та виробляє упродовж своєї власної історії наступні моделі вертольотів (список не повний):
Примітка: Список охоплює продукцію виготовлену компанією Eurocopter і не містить продукції, що виготовлялась компаніями (зокрема Aérospatiale, Daimler-Benz Aerospace AG) до їх злиття.
Номенклатура назв вертольотів виготовлених виключно підрозділом Eurocopter має наступні характеристики, які можна прочитати в їх нумерації:
- 100 для цивільних вертольотів, 600 військова версія
- +10 тоннаж
- +5 якщо використовується подвійна турбіна

Наприклад:
- маркування цивільного вертольоту EC130 означає: 100 — цивільний; 30 — 3-тонний; +0 — одна турбіна
- маркування цивільного вертольоту EC225 означає: 100 — цивільний; 120 — 12-тонний; +5 — дві турбіни
- маркування військової версії вертольоту EC225 відповідно EC725 означає: 600 — військовий; 120 — 12-тонний; +5 — дві турбіни

Маркування виробника (зокрема дочірніх компаній) прописується в назві моделі перед нумерацією та пишеться без пробілу.
Версії або додаткові імена пишуться після нумерації і через пробіл (наприклад: AS350 B2).
Основні виробники в класифікації:
- EC : Eurocopter
- AS : Aérospatiale (Société nationale industrielle aérospatiale або SNIAS)
- SA : Sud Aviation
- SE : Société Nationale de Constructions Aéronautiques du Sud-Est (SNCASE)
- SO : Société Nationale de Constructions Aéronautiques du Sud-Ouest (SNCASO)
- BO : Messerschmitt-Bölkow-Blohm (MBB) (Німеччина)
- BK : MBB-Kawasaki (Німеччина/Японія)
- NH : Nato Helicopter

Тоннаж:
- H : Важкий
- M : Середній
- L : Легкий

Двигун (кількість турбін):
- T : Турбіна

| Назва                             | Сучасний  |
| --------------------------------- | --------- |
| EC120 Colibri B                   | H120      |
| AS350 Ecureuil/AStar B2/B3e       | H125      |
| AS355 Ecureuil 2/TwinStar         | Н/Д       |
| AS550 Fennec & AS555 Fennec 2 C3e | H125M     |
| EC130 T2                          | H130      |
| EC135 T3/P3                       | H135      |
| EC635 T2e/P2e                     | H135M     |
| EC145e / T2                       | H145      |
| EC645 T2                          | H145M     |
| AS365 Dauphin N3+                 | AS365 N3+ |
| AS565 Panther MBe                 | AS565 MBe |
| EC155 B1                          | H155      |
| X4                                | H160      |
| EC175                             | H175      |
| AS332 Super Puma C1e/L1e          | H215      |
| AS532 Cougar ALe                  | H215M     |
| EC225 Super Puma e                | H225      |
| EC725 Cougar                      | H225M     |
| NHIndustries NH90                 | NH90      |
| EC665 Tiger                       | Tiger     |

Також компанією Eurocopter виготовлено вертоліт нового покоління X3 — вертоліт з двома впередтяговими ґвинтами, для збільшення швидкості польоту, та стандартним підйомним гвинтом для вертикального злету та приземлення.
У таблицю також не включено розроблений спільно з Korea Aerospace Industries (KAI) вертоліт Surion — середній транспортний вертоліт.

## Характерні особливості
На відміну від інших виробників, тяговий ґвинт вертольотів виробництва компанії Eurocopter у Франції, обертається за годинниковою стрілкою (якщо дивитися зверху). Це створює додаткові зручності для пілота в управлінні вертольотом. За аналогічною принциповою схемою працюють вертольоти виготовлені у Росії. У вертольотів, виготовлених в Німеччині, наприклад, (EC135 та EC145 (чи BK117)) тяговий ґвинт обертається проти годинникової стрілки (якщо дивитися зверху).
Фенестрон, обтічний (рульовий гвинт), розроблений у 1960 році компанією Sud Aviation спільно з Aérospatiale, є ще однією особливістю частини вертольотів випущених Eurocopter. Він забезпечує:
- більш високий рівень безпеки для наземного персоналу, лопаті фенестрону, закриті в кожух, вже не являють собою прямої загрози;
- зниження витрат пального, через покращену аеродинаміку хвостової частини, та більшу легкість в управлінні;
- зниження рівня шуму.

У 2010 році вертольоти Eurocopter намагаються зробити максимально тихими, наскільки це можливо, зокрема, було запропоновано новий тип лопатей, які у два-три рази менш шумні, ніж попередні покоління. Технологія, яка носить назву Blue Pulse у сполученні із іншою технологією Blue Edge, полягає у модифікації лопатей, що дозволяє значно знизити утворення завихрень, які і відповідають за сильний шум, створюваний вертольотами.

## Інновації
Уже понад 50 років, компанія Eurocopter знаходиться в авангарді вертольотобудування. Маючи близько 2300 патентів у 2009 році вона подала ще 85 патентів. Eurocopter продовжує власну політику інновацій і її успіхи цілком очевидні: вертольоти Eurocopter літають швидше, далі, більш безпечно та більш комфортно з точки зору пасажира, при одночасному зниженні витрат пального, шуму та викидів. Ці переваги дозволили компанії стати світовим лідером в галузі виробництва вертольотів та дозволили встановити ряд рекордів.
Виклики, які стоять на шляху розвитку компанії сьогодні не тільки технічні, а і конкурентні, економічні та екологічні. Амбітною задачею перед компанією, стоїть розробка нового вертольоту, нової версії чи технології кожного року роботи.
У 2011 році на Паризькому авіасалоні, Eurocopter представив свою останню розробку X3, який поєднує у собі усі якості вертольоту та льотні характеристики літака, маючи крила і додаткові авіаційні двигуни.

## Галерея продукції

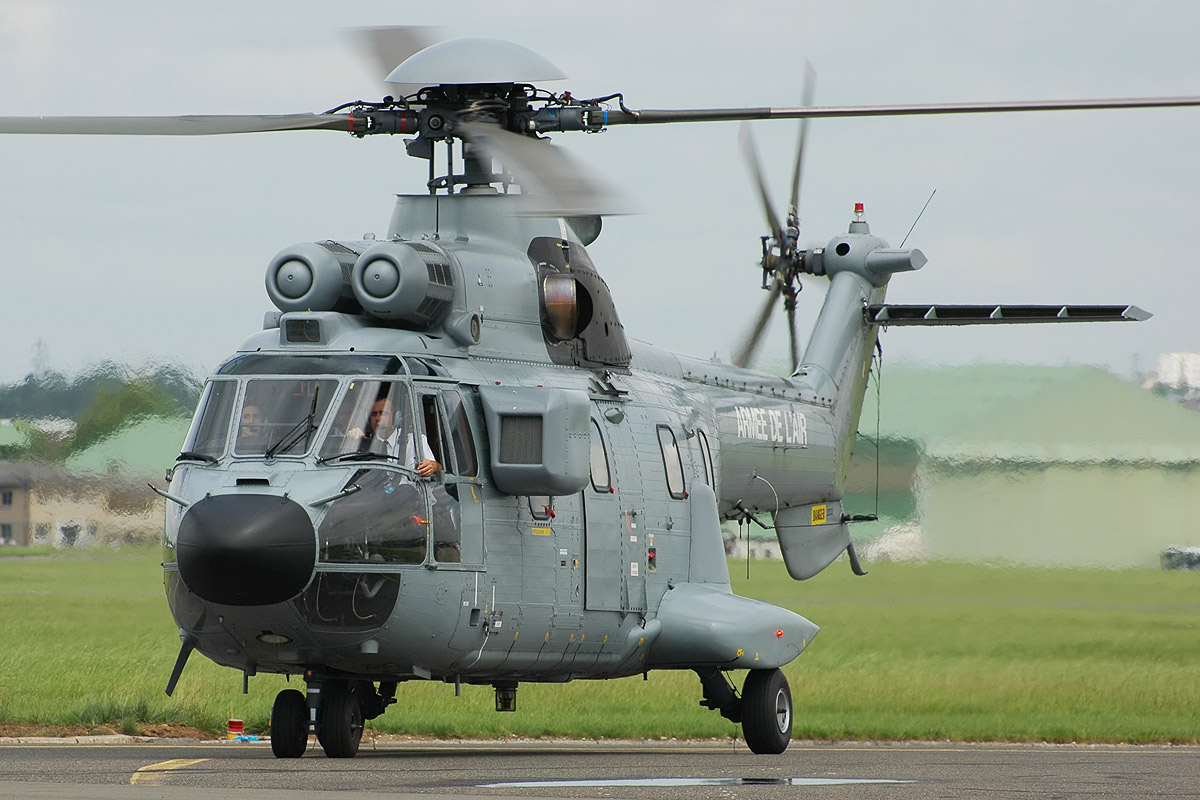
AS332 Super Puma
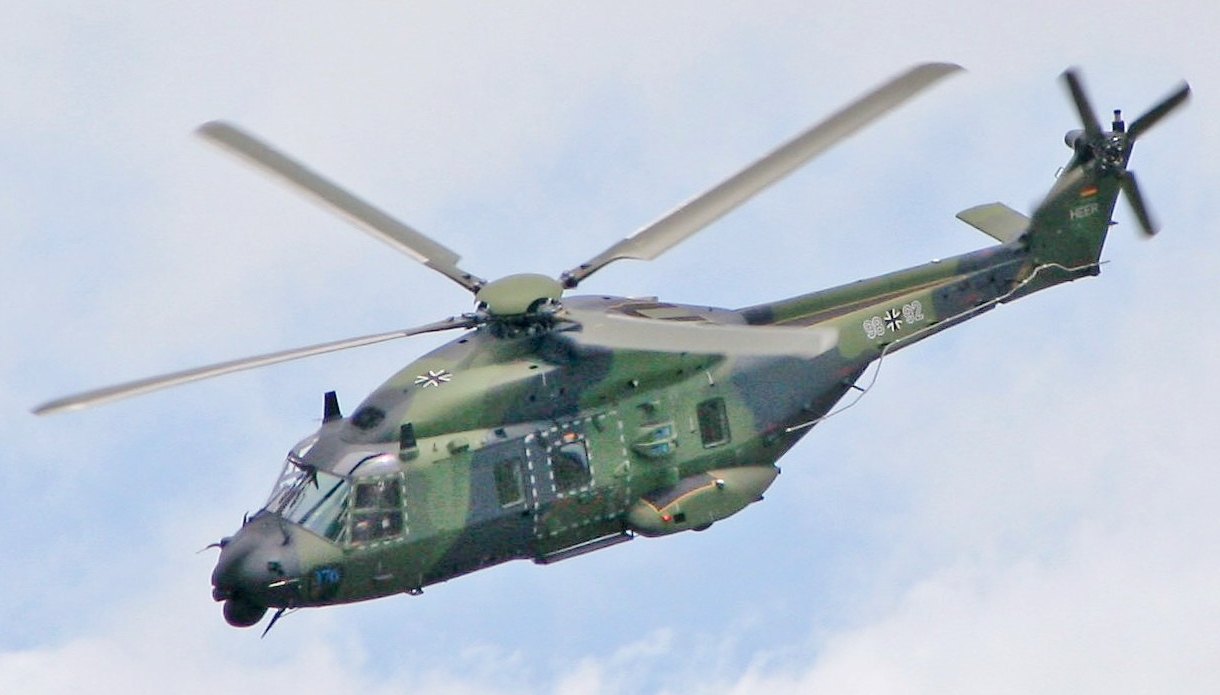
NH90 Tactical Transport Helicopter (TTH)
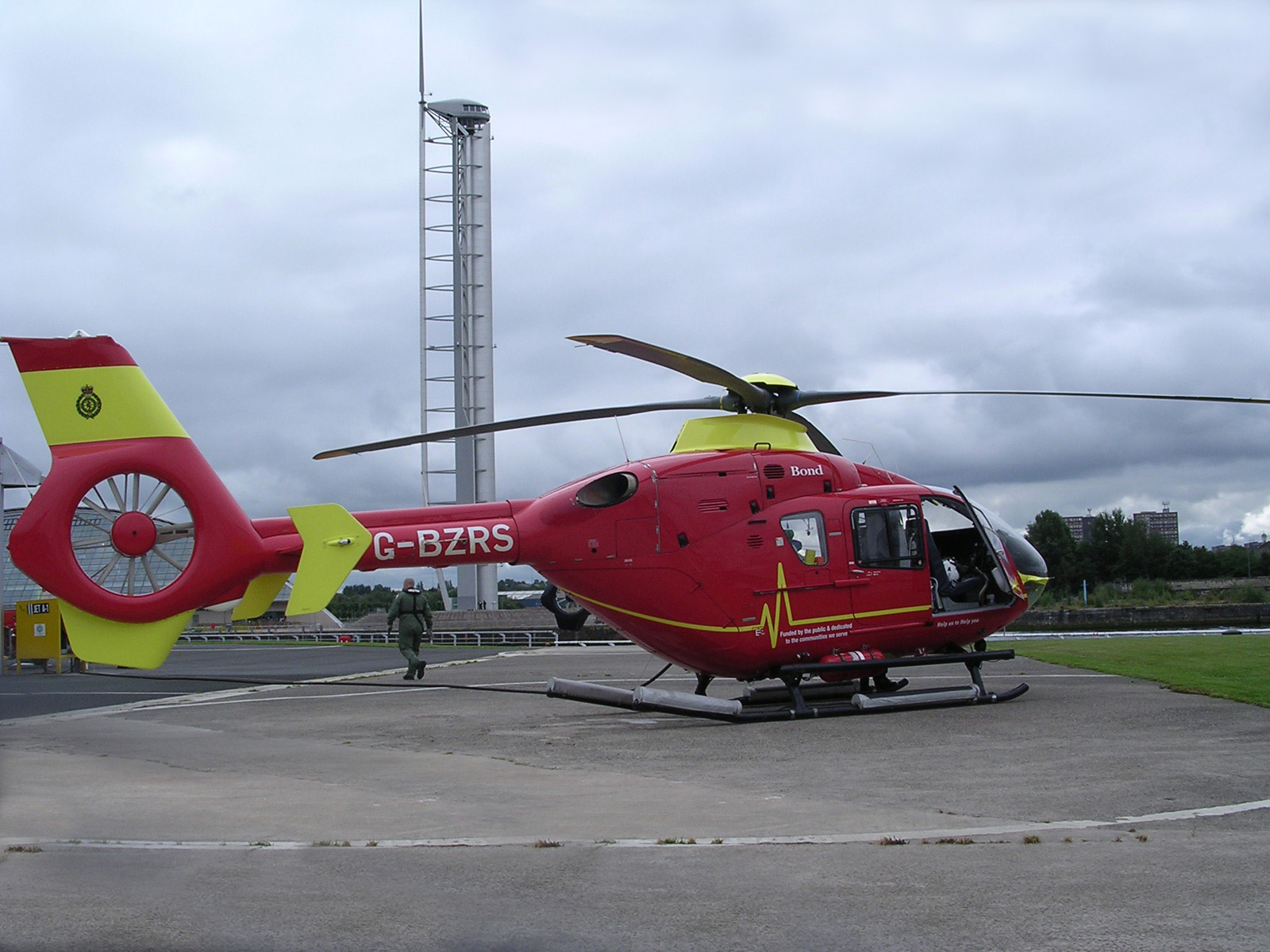
EC135 T2+
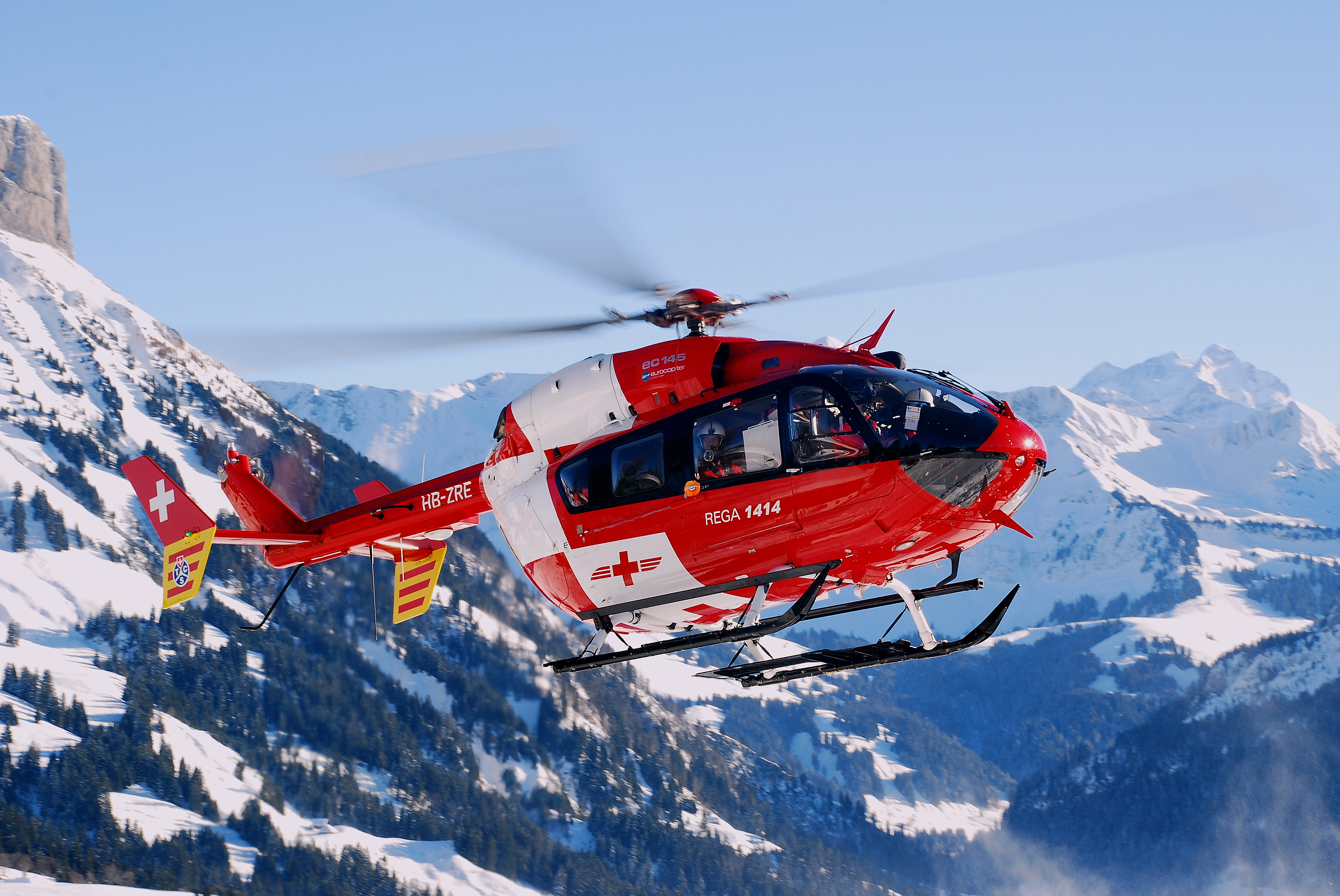
EC145
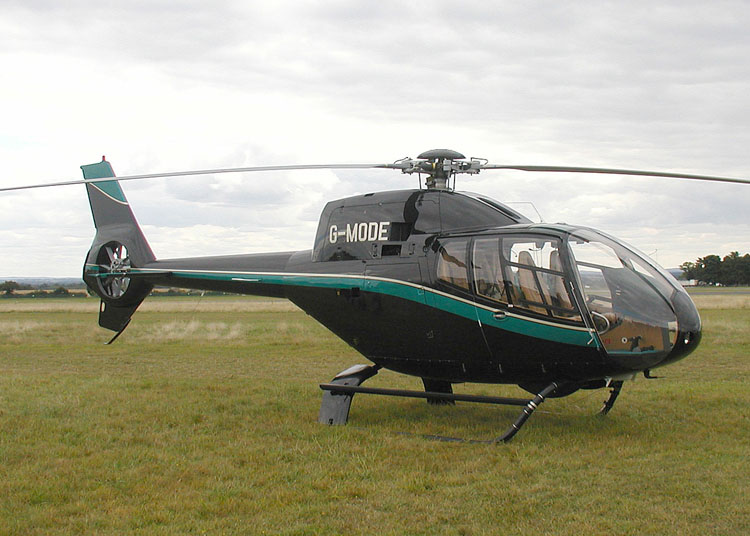
EC120 Colibri
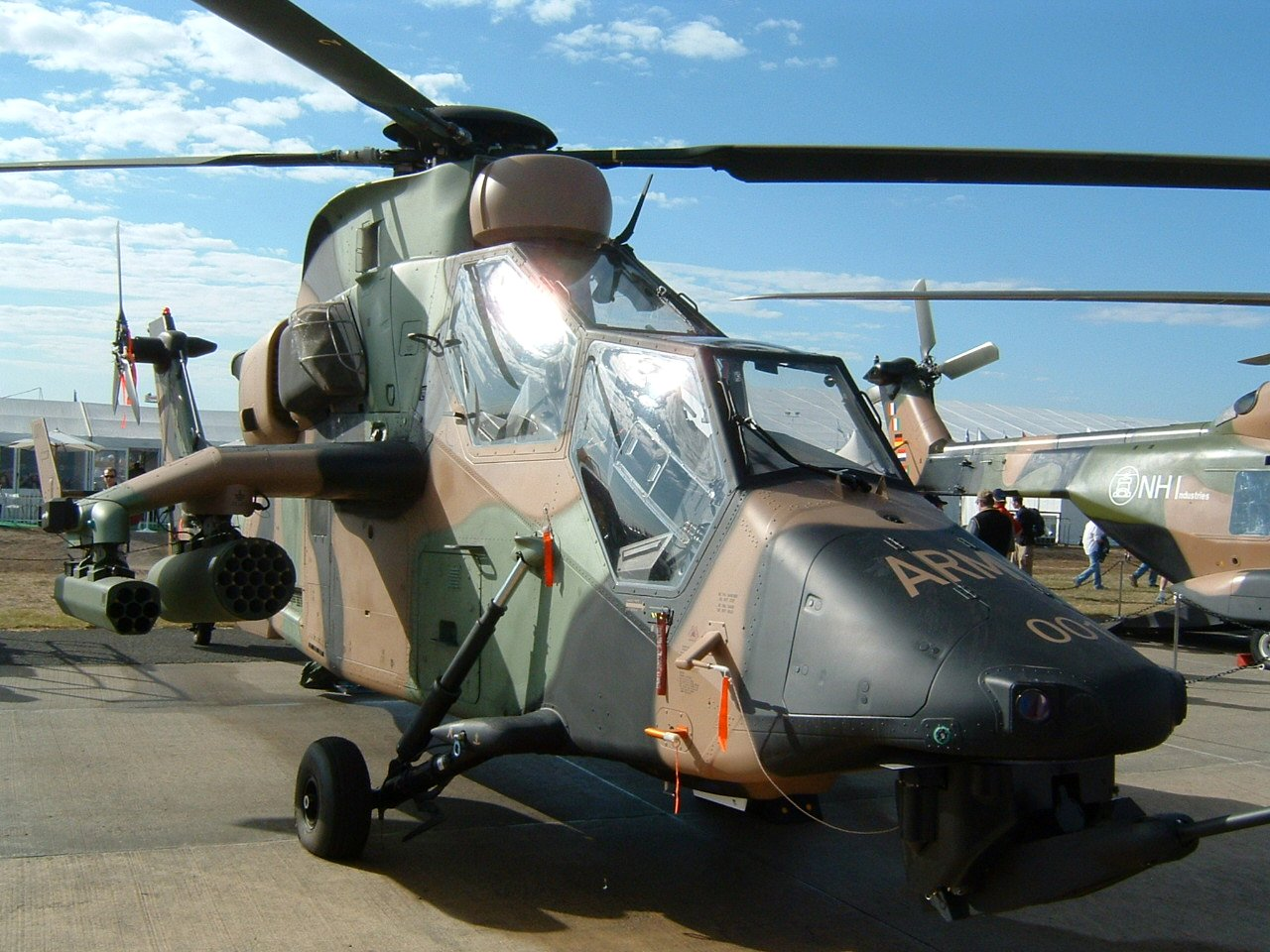
Tiger ARH
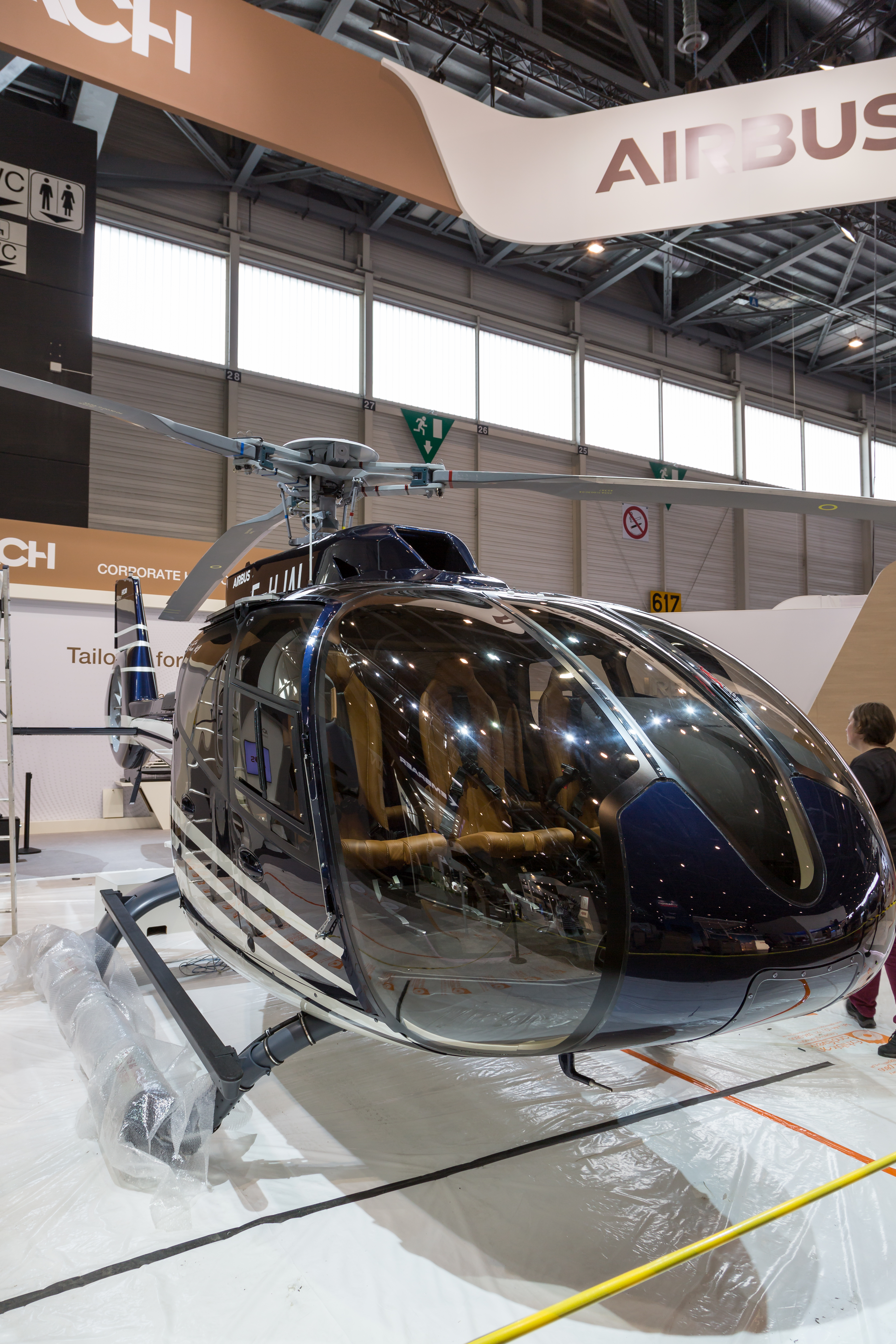
Airbus Corporate Helicopters ACH130

### Пов'язані компанії
- EADS
- Airbus
- Фонд EADS

### Виробники вертольотів
- Bell
- Agusta
- Boeing
- Sikorsky